# Mejatto (Jaluit)
Mejatto (auch: Medyado, Medjado, Medjato, Mejado-tō, Metjado) ist eine besiedelte Insel des Jaluit-Atolls der Ralik-Kette im ozeanischen Staat der Marshallinseln (RMI).

## Geographie
Das Motu liegt im östlichen Riffsaum des Atolls zwischen Bogoraborapu (N) und Inroj, beziehungsweise Ribon.

## Klima
Das Klima ist tropisch heiß, wird jedoch von ständig wehenden Winden gemäßigt. Ebenso wie die anderen Orte der Jaluit-Gruppe wird Mejatto gelegentlich von Zyklonen heimgesucht.